# Calloides regalis
Calloides regalis là một loài bọ cánh cứng trong họ Cerambycidae.